# 자니 총을 얻다
《자니 총을 얻다》(Johnny Got His Gun)는 미국에서 제작된 달톤 트럼보 감독의 1971년 드라마, 전쟁 영화이다. 소설 Johnny Got His Gun에 기반을 두고 있다. 돈 레드 베리 등이 주연으로 출연하였다.

## 출연

### 주연
- 돈 레드 베리
- 티모시 바톰즈

### 조연
- 크레이그 보비아
- 피터 브로코
- 주디 하워드 체이킨
- 켄델 클락
- 에릭 크리스마스
- 달톤 트럼보
- 모리스 달리모어
- 로버트 이스톤
- 캐시 필즈
- 래리 프레이쉬먼
- 에두어드 프란즈
- 안소니 기어리
- 에드 길버트
- 벤 해머
- 웨인 헤프리
- 마샤 헌트
- 마이크 리
- 케리 맥클레인
- 찰스 맥그로우
- 윌리엄 밈즈
- 바이런 모로우
- 앨리스 넌
- 마지 레드몬드
- 제이슨 로바즈
- 조딘 로렌스
- 데이비드 소울
- 도날드 서덜랜드
- 다이안 발시
- 피터 버고 주니어
- 지지 보건
- 브루스 왓슨
- 샌디 브라운 웨스
- 윈스턴 처칠
- 서스 에스트루치
- 페페 세르나
- 아서 토비
- 톰 트라이언

## 기타
- 원작자: 달톤 트럼보
- 협력프로듀서: 토니 모나코
- 협력프로듀서: 크리스토퍼 트럼보
- 미술: 해롤드 마켈슨
- 세트: 조지 R. 넬슨
- 세트: 밥 시그노렐리
- 의상: 데아도라 밴 런클
- 배역: 토니 모나코